# Бесчастный, Сергей Арсентьевич
Сергей Арсентьевич Бесчастный (1919—1987) — майор Рабоче-крестьянской Красной Армии, участник Великой Отечественной войны, Герой Советского Союза (1946).

## Биография
Сергей Бесчастный родился 23 февраля 1919 года в посёлке Юровка (ныне — в составе города Мелитополя Запорожской области Украины) в рабочей семье. После окончания средней школы, школы фабрично-заводского ученичества и совпартшколы работал мастером-инструктором в школу ФЗУ. 20 сентября 1940 года был призван на службу в Рабоче-крестьянскую Красную Армию Мелитопольским районным военным комиссариатом Запорожской области. В 1941 году Бесчастный окончил военную авиационную школу пилотов в Сталинграде.
С 4 июня 1943 года — на фронтах Великой Отечественной войны. Летал на штурмовике «Ил-2», служил в составе 235-го штурмового авиаполка. Участвовал в боях на Воронежском, 1-м и 2-м Украинском фронтах. Принимал участие в битве на Курской дуге, поддерживал наземные войска фронта на Белгородском и Харьковском направления. Освобождал левобережную Украину, участвовал в битве за Днепр, освобождении Киева и Киевской оборонительной операции, Житомирско-Бердической, Корсунь-Шевченковской, Ровно-Луцкой, Проскуровско-Черновицкой, Львовско-Сандомирской операциях, освобождении Винницы и Проскурова, восточных районов Польши.
В сентябре 1944 года подразделение Бесчастного было переброшено в Румынию. Бесчастный в составе своего полка принимал участие в Дебреценской, Будапештской, Балатонской, Венской, Братиславско-Брновской, Пражской операциях. К концу войны капитан Сергей Бесчастный командовал эскадрильей 235-го штурмового авиаполка 264-й штурмовой авиадивизии 5-го штурмового авиационного корпуса 5-й воздушной армии 2-го Украинского фронта.
По состоянию на 30 апреля 1945 года Бесчастный за годы войны совершил 124 боевых вылета, уничтожил 10 вражеских танков, 45 автомашин, 16 орудий, 13 складов, около 450 солдат и офицеров. Участвовал в 21 воздушном бою, в которых сбил 2 самолёта. Также 5 самолётов уничтожил на земле. Под его командованием эскадрилья произвела 1312 боевых вылетов, при этом имея всего 2 боевых и 1 небоевую потерю.
Указом Президиума Верховного Совета СССР от 15 мая 1946 года за «мужество и героизм, проявленные при нанесении штурмовых ударов по противнику» капитан Сергей Бесчастный был удостоен высокого звания Героя Советского Союза с вручением ордена Ленина и медали «Золотая Звезда» за номером 9018.
После окончания войны в звании майора Бесчастный был уволен в запас. Проживал в Одессе. В 1951 году он окончил Высшую партшколу, в 1962 году — Одесское мореходное училище. Был помощником капитана танкера «Николаев» по политчасти, впоследствии работал директором водной станции. Умер 13 ноября 1987 года, похоронен в Одессе.
Был также награждён двумя орденами Красного Знамени, орденом Александра Невского, двумя орденами Отечественной войны 1-й степени и рядом медалей.

## Память
- На здании аэроклуба, где ранее располагалась Мелитопольская авиационная школа, в которой обучался Герой, 17 августа 2013 года установлена мемориальная доска[2].